# Hintermühle Belzig
Die Hintermühle Belzig ist eine ehemalige Mehlmühle am Belziger Bach neben dem Mühlenhölzchen in Bad Belzig im Landkreis Potsdam-Mittelmark in Brandenburg.

## Geschichte
Die Hintermühle im 1914 eingemeindeten Ortsteil Sandberg wurde erstmals im 15. Jahrhundert erwähnt. 1626 auf einer alten Handzeichnung, der Belziger Stadtansicht von Wilhelm Dilich, als „Hinter Aumühle“ bezeichnet. Viele Generationen von verschiedenen Müllerfamilien wirkten und arbeiteten auf der Hintermühle. Im 16. Jahrhundert wird vom "Untermüller" Antonius Moller berichtet. 1591 arbeitete der Meister Georges Zoegel auf der Mühle. Im Verlauf des 17. Jahrhunderts hatten Michael Steindorff, Franz Haseloff, Valentin Mertens und Michael Junack die Wassermühle im Besitz. Auf dem Belziger Gertraudenfriedhof erinnert ein verwitterter Grabstein an den Müllermeister Martin Bastian, welcher als fünfter Müller nach dem Dreißigjährigen Krieg auf der Hintermühle gewirkt hat. In den 1680er  hatte Nicolaus Pauly die Mühle unter sich. Im Dreißigjährigen Krieg wurde die Hintermühle völlig zerstört. Nach dem Wiederaufbau brannten die neuen Anlagen 1676 in Folge eines Blitzschlages ab. Abermals wurde die Mühle am Himmelfahrtstag im Jahre 1679 eingeäschert. 1763 war Christoph Göbel der Müllermeister auf der Mühle. 1770 wurde die Hintermühle vom Windmüller Zimmermann (aus Borne stammend) gekauft, welcher die Mühle  1784 an Gottlob Fischer veräußerte.
Am 29. September des Jahres 1789 erwarb Johann Gottlieb Friedrich Jaeger die Hintermühle. 1805 übernahm der Erstgeborene Sohn Johann Friedrich Jaeger den Familienbesitz für 3.000 Thaler. 1854 wurde die Wassermühle an den Sohn Karl Friedrich Wilhelm Jaeger für 2.000 Thaler und einen Altenteil übergeben, dieser vergrößerte durch zukaufen von Ländereien den Besitz. In vierter Generation betrieb der Müllermeister und Mitglied im letzten Sandberger Gemeinderat, Wilhelm Paul Hermann Jaeger die Belziger Hintermühle. In 5. und letzter Müllergeneration der Familie Jaeger, übernahm Sohn Erich Jaeger die Hintermühle.
Am 4. April des Jahres 1893 brannten die Gebäude der Hintermühle gegen 03:30 Uhr ab. Auch der Wohntrakt wurde so stark beschädigt, dass es abgebrochen werden musste. Der Wiederaufbau begann im gleichen Jahr, so konnte der Mahlbetrieb im September wiederaufgenommen werden. Das jetzige Mühlengebäude ist ein Bau der Müllerfamilie Jaeger aus dem 19. Jahrhundert.
Ein Schwesternbau der Hintermühle mit gleichem Grundriss und Aussehen war die Blumenmühle in Zerbst. Einem Verwandten (Edmund Jaeger) des Belziger Müllermeisters Jaeger gefiel der Neubau der Hintermühle so sehr, dass er sie in Zerbst nachbauen ließ und Blumenmühle nannte.
Im Jahr 1958 wurde die Mühle vom Müllermeister Erich Jaeger auf Tierfutter umgestellt, da Mehl nicht mehr lukrativ war. 1961 wurde die Hintermühle an eine Bäuerliche Handelsgenossenschaft verpachtet. Im Jahr 1981 verkaufte Margarete Jaeger als Erbin ihres Ehemanns Erich Jaeger die Hintermühle. Heute befindet sich hier das Mischfutterwerk Belziger Kraftfutter GmbH.